# Дгірубгай Амбані
Дгірубгай Амбані (англ. Dhirubhai Ambani; 28 грудня 1932 — 6 липня 2002, Мумбаї) — індійський підприємець, засновник компанії Reliance Industries, мільярдер. Завдяки Reliance Industries, клан Амбані до 2007 року (після смерті Дгірубгая Амбані в 2002 році) володів $60 млрд, будучи другою найбагатшою родиною світу.

## Ранні роки
Дгіраджлал[уточнити] Гірачанд Амбані народився 28 грудня 1932 року в Чорваде, штат Гуджарат, Індія, в сім'ї Гірачанда і Джамнабен Амбані. Він був п'ятою дитиною в родині. У 17-річному віці він залишив рідне місто та переїхав до Адена, Ємен, щоб працювати на компанію A. Besse & Co.

## Початок кар'єри
Амбані повернувся до Індії 1958 року й відкрив у Мумбаї власну справу з торгівлі прянощами. Отримавши невеликий прибуток, він вклав гроші в текстильну промисловість і відкрив фабрику в промисловій зоні Ахмедабада. У 1966 році Амбані заснував компанію Reliance Industries, яка згодом стала великим роботодавцем і забезпечила в 2012 році 5 % податкових зборів Індії.

## Reliance Industries
Основним напрямком діяльності компанії Reliance Industries був нафтогазовий сектор, однак у наступні роки бізнес був диверсифікований в таких напрямках, як енергетика, виробництво хімічної продукції, текстилю та інших. Компанія вийшла на біржу в 1977 році.
У 1982 році група брокерів-«ведмедів» з Калькутти, спираючись на чутки, що Reliance Industries буде всіма силами тримати вартість акцій, почали продаж, сподіваючись збити ціни. Однак інша група, пізніше названа «Friends of Reliance», продовжувала скуповувати акції за високою ціною всупереч очікуванням. В результаті «ведмеді» опинилися перед загрозою виплати штрафів за кожну продану, але фізично не передану акцію, що додатково накрутило ціни. Адміністрація біржі закрила її на три дні, протягом яких знайшла рішення: замість 35 рупій штрафу за кожну не передану акцію трейдери повинні були сплатити 2 рупії, а частина акцій купити на біржі за ринковою ціною. «Ведмеді» виконали умови, попутно дізнавшись, що вони купують акції у Амбані й Амбані ж передають. Амбані залишився в значному виграші.
Після інциденту громадськість бажала дізнатися, як Амбані знайшов кошти для проведення фінансової операції. Звіт перед парламентом дав міністр фінансів Пранаб Мукерджі. Він повідомив, що протягом 1982—1983 років в компанії Reliance Industries особа-нерезидент інвестувала в цілому 200 млн рупій. Гроші були проведені через безліч компаній, в основному зареєстрованих на Острові Мен. Було встановлено, що всі компанії зареєстровані на поширене в Індії прізвище Шах. Розслідування Резервного банку Індії не виявило жодних незаконних або неетичних транзакцій, пов'язаних з Reliance або близькими до неї компаніями.

## Хвороба і смерть
У лютому 1986 року Дгірубгай Амбані пережив інсульт, в результаті якого була паралізована права рука. За станом здоров'я він відійшов від справ, передавши управління бізнес-імперією своїм синам, Анілу і Мукешу. 24 червня 2002 року другий інсульт призвів до коми, у якій він провів тиждень, після чого, 6 липня 2002 року, помер.
Після смерті Дгірубгая Амбані його сини розділили компанію: Мукеш Амбані очолив Reliance Industries Limited, а Аніл Амбані — Reliance Anil Dhirubhai Ambani Group.

## Визнання
- В 1996, 1998 та 2000 році журнал Asiaweek включав Амбані в список 50 найбільш впливових людей Азії.
- Червень 1998 — вручена Медаль декана" від Уортонской школи бізнесу за приклад видатного лідерства. Амбані став першим індійцем, удостоєним цієї медалі[8].
- За результатами опитування газети The Times of India 2000 року названий найбільшим багатієм всіх віків.
- Листопад 2000 року — названий «Людиною століття» організаціями Chemtech Foundation і Chemical Engineering World за видатний внесок у розвиток хімічної промисловості Індії.
- Серпень 2001 — премія Economic Times Awards за досягнення в корпоративному управлінні.
- «Людина ХХ століття» — нагорода Федерації індійських торгово-промислових палат і промисловості (FICCI).
- Жовтень 2011 року — вручена нагорода посмертно ABLF Global Asian Award.